# Олександрійська сільська територіальна громада
Олександрійська сільська громада — територіальна громада в Україні, в Рівненському районі Рівненської області. Адміністративний центр — село Олександрія.
Площа громади — 171,07 км², населення — 7583 мешканці (2018).
Утворена 12 лютого 2018 року шляхом об'єднання Заборольської, Кустинської та Олександрійської сільських рад Рівненського району.

## Населені пункти
До складу громади входять 15 сіл: 
- Боянівка,
- Волошки,
- Забороль,
- Козлин,
- Кустин,
- Нова Любомирка,
- Нова Українка,
- Олександрія,
- Пухова,
- Радиславка,
- Ремель,
- Решуцьк,
- Свяття,
- Сергіївка,
- Три Копці.